# 李德財
李德財（1949年4月5日—）臺灣資訊學者，中央研究院院士，臺灣台北人。現任高等教育評鑑中心董事長，曾任國立中興大學校長、中央研究院資訊科學研究所所長、特聘研究員、國家安全會議諮詢委員。

## 生平
李德財年輕時因家境因素，無法與同學出遊同樂，課餘時擔任家教並參與多項免費的球類運動。就讀臺北市立建國高級中學期間，他銘記班導師王亞春「以誠心待人、盡全力做事」的教誨。
1967年自建中畢業並以優異成績保送國立臺灣大學，1971年自電機工程學系畢業，並且在1976年及1978年由美國伊利諾大學香檳分校取得資訊工程碩士及博士學位。1998 年，李德財自美返國，並接任中央研究院資訊科學研究所所長。隨後即兼任「數位博物館專案計畫——數位典藏系統技術研發分項計畫」主持人。在臺灣執行十餘年的數位典藏計畫，李德財長期參與臺灣數位典藏工程建置與執行。
在學術生涯中李德財主要投入「演算法」的研究，探討問題的困難度並設計最佳的解決之道，講求問題解法之品質與效率。

### 擔任中興大學校長
李德財於2011-2015年擔任國立中興大學校長，其任內與團隊完成興大附中、興大附農改隸，為國內教育史上之創舉；此外，也集結資源，與初中同學共同捐款創設懷璧獎，獎勵創新研究的年輕學者；推動校內個資防護與資安驗證等創新政策；鼓勵校內團隊發展數位人文，推動建立中臺灣數位文化中心。

## 簡歷
- 西北大學電機電腦科學系助理教授（1978—81）
- 西北大學電機電腦科學系副教授（1981—86）
- 西北大學電機電腦科學系教授（1986—96）
- 美國國科會 Program Director, Division of CCR, CISE Directorate, NSF（1989-1990）
- 西北大學電機電腦工程系教授（1996—98）
- 西北大學電機電腦工程合聘教授（1998—99）
- 中央研究院資訊科學研究所所長（1998—2008）
- 中央研究院資訊科學研究所特聘研究員（1998—2019）
- 國立臺灣大學資訊工程學系合聘教授（2000—）
- 財團法人資訊工業策進會常務董事 (2000─2003)
- 中華民國資訊學會理事長（2002—2007）
- 國立臺灣大學電子工程學研究所合聘教授（2004—）
- IEEE Computer Science Society Taipei Chapter 台北分會會長(2006─2009)
- 國立中興大學校長（2011—2015）[10][11][12]
- 臺灣科學園區產學訓協會理事長（2012—2013）[13]
- 國際科學理事會CODATA Executive Committee 委員（2012—2018）
- 中央研究院聘任評議員（2014—）
- 國家安全會議諮詢委員（2016年5月20日—2020年5月19日）
- 演算法與計算理論學會理事長（2017—2020）
- 財團法人高等教育評鑑中心基金會董事長（2020—）[14]

## 專業貢獻
李德財的研究興趣在於演算法設計分析、計算幾何學、VLSI佈局、演算法視覺化、生物資訊、軟體安全、數位圖書館、網際網路解題平台以及智慧傳輸系統等。他已經發表近200篇的學術性論文於重要期刊上，並經由Institute for Scientific Information（ISI）評選為論文被高度引用之學者。李德財除了擁有數項美國及中華民國專利，尤對計算幾何有傑出貢獻，是計算機科學領域中最具影響力的學者之一。目前李德財也擔任許多重要國際期刊的編輯委員、指導國內學生進行研究，並且主持多項重要大型研究計畫，包括多媒體生活環境的數位內容科學、資通安全研究與教學中心……等。

## 專業榮譽
- 電機電子工程師學會會士（Fellow，IEEE，1992）[18]

- 美國計算機協會會士（Fellow，ACM，1997）[19]
- 潘文淵研究傑出獎（2001）
- 中華民國資訊學會榮譽獎章（2002）
- 中央研究院院士（2004）[20][21]
- 德國宏博研究獎（Humboldt Research Award，2007）[22][23][24][25][26]
- 世界科學院（The World Academy of Sciences，TWAS）院士（2008）[27][28][29]
- 行政院國家科學委員會97年度科學專業獎章3等獎（2009）[30]
- 德國宏博學術大使（Humboldt Ambassador Scientist，2010-2016）[31]
- 2014 Illini Comeback Guest Honoree, and 2014 Distinguished Alumni Educator Awardee[32][33]
- 台德友誼獎章 (German-Taiwanese Friendship Medal, 2014)
- 2017 Alumni Award for Distinguished Service, College of Engineering, University of Illinois, [34]
- 105年度中華民國電腦學會 傑出貢獻獎/電腦學會會士
- 2022年國立臺灣大學傑出校友[35][36]

## 外部連結
- 李德財 （页面存档备份，存于）的個人網頁
- 國立台灣大學電機工程學系 （页面存档备份，存于）
- 美國伊利諾大學香檳分校 （页面存档备份，存于）
- 西北大學（美國伊利諾州）電機電腦科學系 （页面存档备份，存于）
- 中央研究院資訊科學研究所 （页面存档备份，存于）
- http://www.ieee.org （页面存档备份，存于）
- http://www.acm.org （页面存档备份，存于）
- 多媒體生活環境的數位內容科學卓越延續計畫
- 國立台灣科技大學資通安全研究與教學中心 （页面存档备份，存于）
- 國立台灣大學演算法理論與應用實驗室
- 國立中興大學校長室 （页面存档备份，存于）

| 教育職務      | 教育職務                                         | 教育職務      |
| ------------- | ------------------------------------------------ | ------------- |
| 中興大學      |                                                  |               |
| 前任： 蕭介夫 | 中興大學校長 第十三任 2011年8月1日－2015年8月1日 | 繼任： 薛富盛 |